# Techo y comida
Techo y comida es una película española de 2015 dirigida por Juan Miguel del Castillo.

## Sinopsis
A Rocío (Natalia de Molina), madre soltera y sin trabajo, apenas le da para comer, ya que no recibe subsidio. Entre la vergüenza, la sensación de fracaso y el miedo a perder la tutela de Adrián, su hijo de 8 años, intenta aparentar una vida normal y sobrevivir con la desinteresada ayuda de una vecina. Pero la situación empeora cuando el propietario de la vivienda, agobiado también por las deudas, los demanda por no pagar el alquiler. Ahora el tiempo corre en su contra y parece imposible encontrar una solución.

## Premios
- Natalia de Molina ganó el Goya a la mejor actriz protagonista por su interpretación en esta película.

- Medallas del Círculo de Escritores Cinematográficos: Natalia de Molina ganó la medalla a la mejor actriz de 2015.[1]

- 2016: Natalia de Molina ganó el Premio Sant Jordi a la mejor actriz en película española.[2]